# Amblyopone pallipes
Amblyopone pallipes é uma espécie de formiga do gênero Amblyopone.